# Pseudorhynchus flavolineatus
Pseudorhynchus flavolineatus är en insektsart som beskrevs av Ludwig Redtenbacher 1891. Pseudorhynchus flavolineatus ingår i släktet Pseudorhynchus och familjen vårtbitare. Inga underarter finns listade i Catalogue of Life.